# Robert Wells
Robert Henry Arthur Wells (Stockholm, 7. travnja 1962.) je švedski pijanist, skladatelj i pjevač, najpoznatiji po svojoj turneji Rhapsody in Rock s kojim postiže veliku slavu u Skandinaviji i Kini. Glazba koja se izvodi na turneji, koja postoji od 1989., su rock, klasična glazba i boogie-woogie izmiksani zajedno.

## Životopis
Wells pohađa glazbenu školu Adolf Fredrik Music School u Stockholm u dobi od 7 godina 1969. a četiri godine kasnije, u dobi od 11, postaje najmlađa osoba ikad koja započinje studij na Kraljevskoj švedskoj glazbenoj akadmiji. U dobi od 16 godina, Wells pobjeđuje na dva glavna švedska natjecanja za neotkrivene talente. Nastupao je na Pjesmi Eurovizije 2010. a natjecao se i u švedskim kvalifikacijama za Pjesmu Eurovizije 1987. s pjesmom "Sommarnatt".
Wells je bio glazbeni direktor dva švedska TV - showa. Pojavljuje se često na popularnom švedskom glazbenom programu Så ska det låta.
2007. je napisao pjesmu "A Song For You", za Céline Dion .
Wellsova glazba izabrana je kao službena TV melodija na Olimpijskim igrama u Pekingu 2008. .

## Pjesma Eurovizije
Wells je svirao pijano za Bjelorusiju na Pjesmi Eurovizije 2010., za sastav 3+2.